# Aracaju
Aracajú er hovedstad i delstaten Sergipe i Brasilien. Byen har 632.744 (2015) indbyggere og ligger ved udmundingen af floden Rio Sergipe i Atlanterhavet.

## Klima
Aracaju har en typisk tropisk klima med høje temperaturer og fugtighed hele året rundt. Temperaturen er aldrig ekstrem og varmevinde blæser fra havet. Januar er den varmeste måned med mere solskin og en maksimal temperatur på 32 ° C og en temperatur på mindst 22 ° C, juli er den koldeste med mere regn og en maksimal temperatur på 27 ° C og en temperatur på mindst 17 ° C.

## Økonomi
Økonomien er baseret på service, industri og turisme.
BNI for byen blev R$ 5,021,660,000 (2005).

## Uddannelse
Portugisisk er det officielle nationale sprog, og dermed det primære sprog der undervises i skolerne, med engelsk og spansk også en del af den officielle high school læseplan.

### Uddannelsesinstitutioner
- Universidade Federal de Sergipe (UFS) (Federal University of Sergipe);
- Universidade Tiradentes (Unit) (Tiradentes University);
- Faculdade São Luís Arkiveret 12. juni 2007 hos  Wayback Machine (FSL) (São Luís College);
- Sociedade de Ensino Superior de Sergipe;
- og mange flere.

## Kultur

### Museum
Museu do Artesanato, Museu do Instituto Histórico e Geográfico de Sergipe, Museu do Homem Sergipano, Museu Memorial de Sergipe, Museu de Antropologia, Museu de Arte Bélica da Polícia Militar de Sergipe og Museu de Arte e História Rosa Faria.

### Bibliotek
Arquivo Público Estadual de Sergipe, Biblioteca da FANESE og Biblioteca Pública Epiphâneo Dórea.

### Film
Biografer in the Jardins Mall and Riomar Mall(Cinemark).

## Infrastruktur

### International Airport
Byen betjenes af Santa Maria Lufthavn. Det begyndte opererer den 30. oktober 1952 en enkelt 1200m bane, selv om den ikke havde en tilkørselsvej indtil 1958. I 1961 blev banen udvidet til 1500m og en terminal passagerer blev bygget i 1962. I februar 1975 blev lufthavnens administration varetaget af Infraero.

### motorvej
Aracaju er forbundet til større byer i Brasilien med BR-235 og BR-101 føderale motorveje.

## Billedgalleri
- Arcos Torvet
- Aracaju bridge.
- Aracaju antenne sporvogn.